# ياسويوكي ياموتشي
ياسويوكي ياموتشي (باليابانية: 山内泰幸؛ بالكانا: やまうち やすゆき) هو لاعب كرة قاعدة ياباني، ولد في 16 مارس 1973 في هيغاشيهيروشيما في اليابان.

## وصلات خارجية
- ياسويوكي ياموتشي على موقع الدوري الياباني لكرة القاعدة (الإنجليزية)
- ياسويوكي ياموتشي على موقعبيزبول رفرنس.كوم (الدوري الثانوي) (الإنجليزية)